# コップ座アルファ星
コップ座α星は、コップ座で2番目に明るい恒星で4等星。

## 概要
オレンジ色の巨星。中心核ではヘリウムから炭素や水素への核融合を起こしており、「クランプ」と呼ばれる進化の過程上にあると考えられている。また、130km/sにも及ぶ太陽との相対速度や、金属量が非常に多いことなどから、天の川銀河のバルジ領域から弾き出されてきたものと推測されている。

## 名称
学名は α Crateris (略称は α Crt) 。固有名のアルケス (Alkes) はアラビア語で「（ワインを飲むための）カップ」を意味する الكاس alkās または الكأس alka's に由来する。これは、元々星座全体を表していた言葉がこの星の固有名とされたものである。2016年9月12日に国際天文学連合の恒星の命名に関するワーキンググループ (Working Group on Star Names, WGSN) によって Alkes が固有名として正式に承認された。